# English Electric
English Electric était une entreprise anglaise fondée en 1918. Elle fabriquait au départ des moteurs électriques, puis a étendu ses activités vers les locomotives et les avions militaires. En 1946, elle acheta la Marconi's Wireless Telegraph Company pour s'adjoindre ses compétences en télécommunications et en produits de consommation grand public. L'entreprise a été fondée par Simeon Serge Aisenstein. À partir de 1958, elle diffusa une version industrielle du premier ordinateur britannique, le DEUCE, dont l'architecture était, à quelques améliorations de détail près, celle du Pilot ACE développé en 1950 au National Physical Laboratory.
Après avoir revendu sa division aéronautique à British Aircraft Corporation au début des années 1960, English Electric est racheté en 1968 par une autre compagnie anglaise : The General Electric Company plc (à ne pas confondre avec l'américain General Electric).
L'entreprise est désormais connue sous le nom de Teledyne e2v.

## Produits
Avions

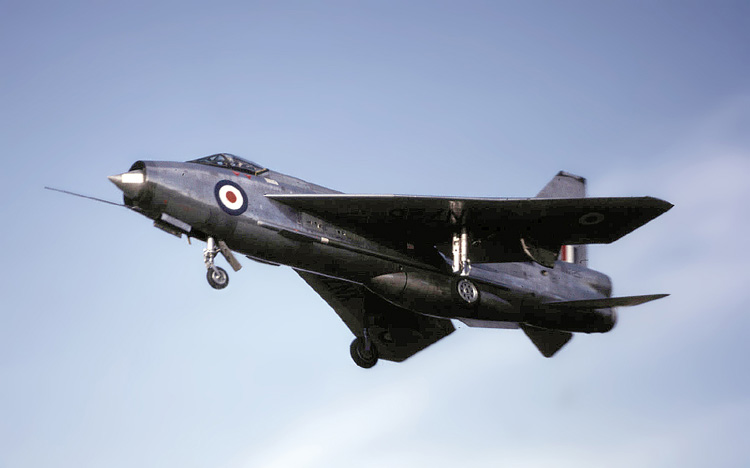
English Electric Lightning UK

- English Electric P.5 Phoenix "Cork" (1918)[5]
- Wren (1923)
- Ayr (1923)
- Kingston (1924)
- Canberra (1949)
- English Electric P1A (Lightning prototype)
- Lightning (1954)
- English Electric P.10

Trains
- New Zealand DM class electric multiple unit (en) : des train classes DM/D pour la de Nouvelle-Zélande en 1938